# (17191) 1999 XS107
(17191) 1999 XS107 est un astéroïde de la ceinture principale d'astéroïdes découvert en 1999.

## Description
(17191) 1999 XS107 a été découvert le 4 décembre 1999 à la Station Catalina, un observatoire astronomique situé dans les Monts Santa Catalina à environ 29 kilomètres au nord-est de Tucson dans l'Arizona, par le projet Catalina Sky Survey.

### Caractéristiques orbitales
L'orbite de cet astéroïde est caractérisée par un demi-grand axe de 2,56 UA, un périhélie de 2,13 UA, une excentricité de 0,17 et une inclinaison de 11,53° par rapport à l'écliptique. Du fait de ces caractéristiques, à savoir un demi-grand axe compris entre 2 et 3,2 UA et un périhélie supérieur à 1,666 UA, il est classé, selon la JPL Small-Body Database, comme objet de la ceinture principale d'astéroïdes.

### Caractéristiques physiques
(17191) 1999 XS107 a une magnitude absolue (H) de 15,1 et un albédo estimé à 0,147.